# Gerardina Trovato (album)
Gerardina Trovato prodotto da Mauro Malavasi che cura gli arrangiamenti. E' l'album di debutto dell'omonima cantante, pubblicato nel 1993 dall'etichetta discografica Sugar Music.

## Descrizione
Secondo quanto dichiarato dalla cantante stessa, l'album contiene canzoni rock e soul. In totale, il disco è costituito da 9 tracce, che comprendono anche il brano Ma non ho più la mia città, classificatosi secondo nella categoria "Novità" al Festival di Sanremo 1993.
La cantante ha affermato che, tra tutti i brani contenuti nell'album, il singolo sanremese è quello al quale è più legata, e ha spiegato: «L'ho scritta di slancio dopo l'uccisione di Paolo Borsellino. Tra le tante cose che lui ha detto, c'è anche lo stato d'animo che ho cercato di esprimere nella canzone».
La canzone ha inoltre un testo autobiografico, che racconta con nostalgia l'allontanamento dell'artista siciliana dalla sua regione d'origine.

## Tracce
CD
1. Ma non ho più la mia città – 4:26 (Gerardina Trovato, Donatella Milani, Mauro Malavasi)
2. Sognare, sognare – 4:15 (Gerardina Trovato)
3. Facce piccole pulite – 4:23 (Gerardina Trovato)
4. Chissà – 4:17 (Angelo Anastasio, Gerardina Trovato)
5. Se ci sei – 4:03 (Gerardina Trovato)
6. Lasciami libere le mani – 3:17 (Gerardina Trovato)
7. Vivo per te – 3:40 (Angelo Anastasio, Gerardina Trovato)
8. Forse l'anima... – 4:07 (Gerardina Trovato)
9. La mia luna – 3:39 (Mauro Malavasi, Donatella Milani, Gerardina Trovato)

Durata totale: 36:07

## Classifiche
| Classifica (1993) | Posizione massima |
| ----------------- | ----------------- |
| Italia            | 10                |

## Formazione
- Gerardina Trovato - voce, chitarra acustica
- Mauro Gardella - chitarra
- Stefano Allegra - basso
- David Sabiu - tastiera, programmazione
- Giacomo Castellano - chitarra
- Mauro Malavasi - tastiera, cori, arrangiamento
- Angelo Anastasio - chitarra
- Claudio Golinelli - basso
- Massimo Pacciani - batteria
- Rudy Trevisi - sax, percussioni
- Angela Parisi, Iskra Menarini - cori

Produzione
- Mauro Malavasi – produzione, missaggio, mastering